# 세르기예프포사트
세르기예프 포사트(러시아어: Се́ргиев Поса́д)는 러시아 모스크바주에 위치한 도시로, 인구는 113,581명(2002년 기준)이며 모스크바(러시아의 수도이며 모스크바 주의 주도이기도 함)에서 북동쪽으로 70km 정도 떨어진 곳에 위치한다.
15세기 세르기 라도네즈스키가 성 세르기우스 삼위일체 수도원을 설립하면서 성장했고 1742년 시로 승격되었다. 도시 이름도 성 세르기우스에서 유래된 이름이기 때문에 종교적인 색채를 띠고 있다. 1919년 소비에트 연방이 도시 이름을 세르기예프로 변경했고 1930년에는 자고르스크로 변경되었다. 1991년 원래 이름으로 변경되어 오늘에 이른다.
주요 산업은 장난감 생산이며 모스크바와 야로슬라블을 연결하는 철도와 고속도로가 지나간다. 시내에는 버스 터미널이 있다.
1993년 성 세르기우스 삼위일체 수도원이 유네스코가 지정한 세계유산으로 선정되었다.

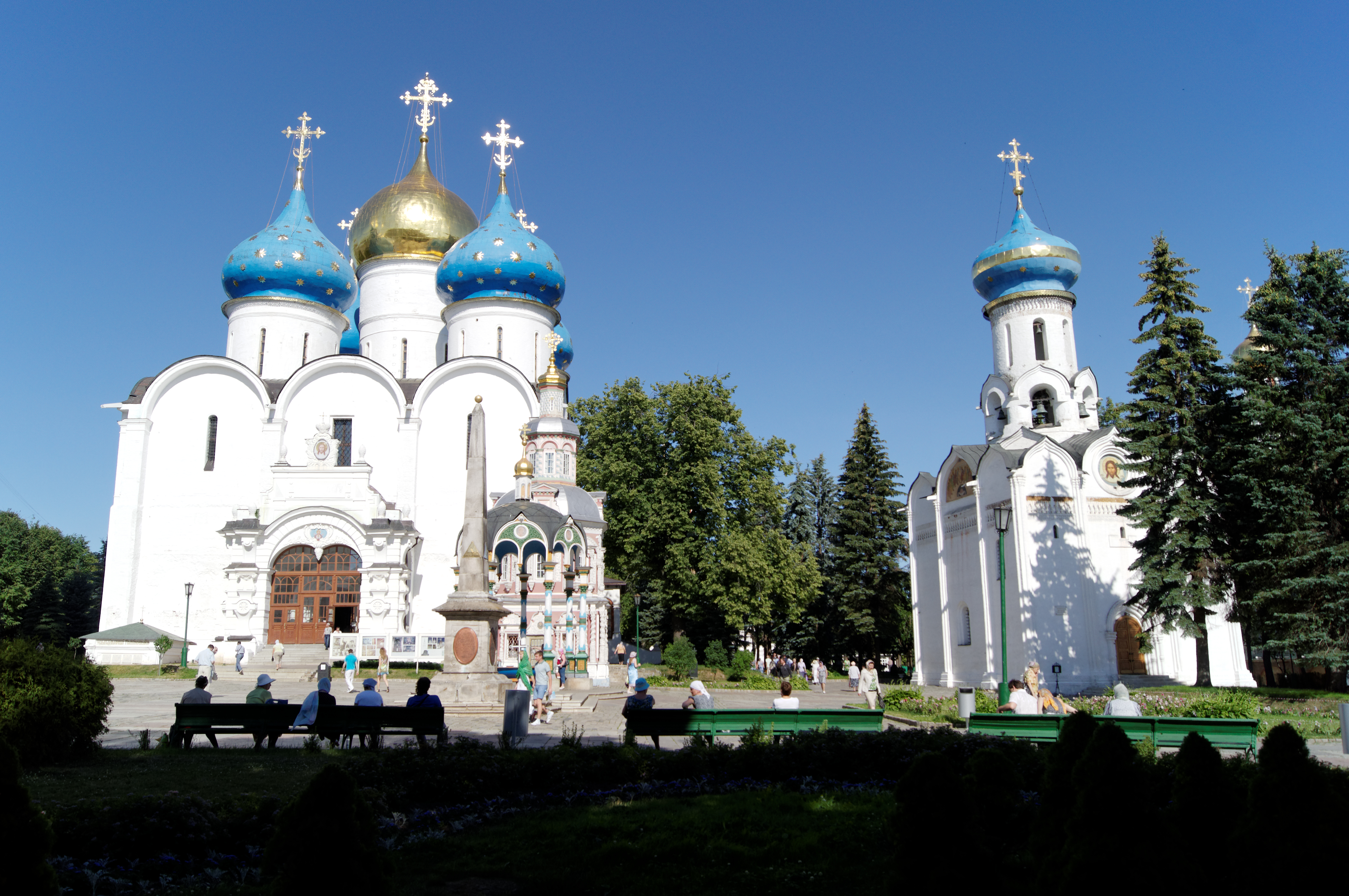
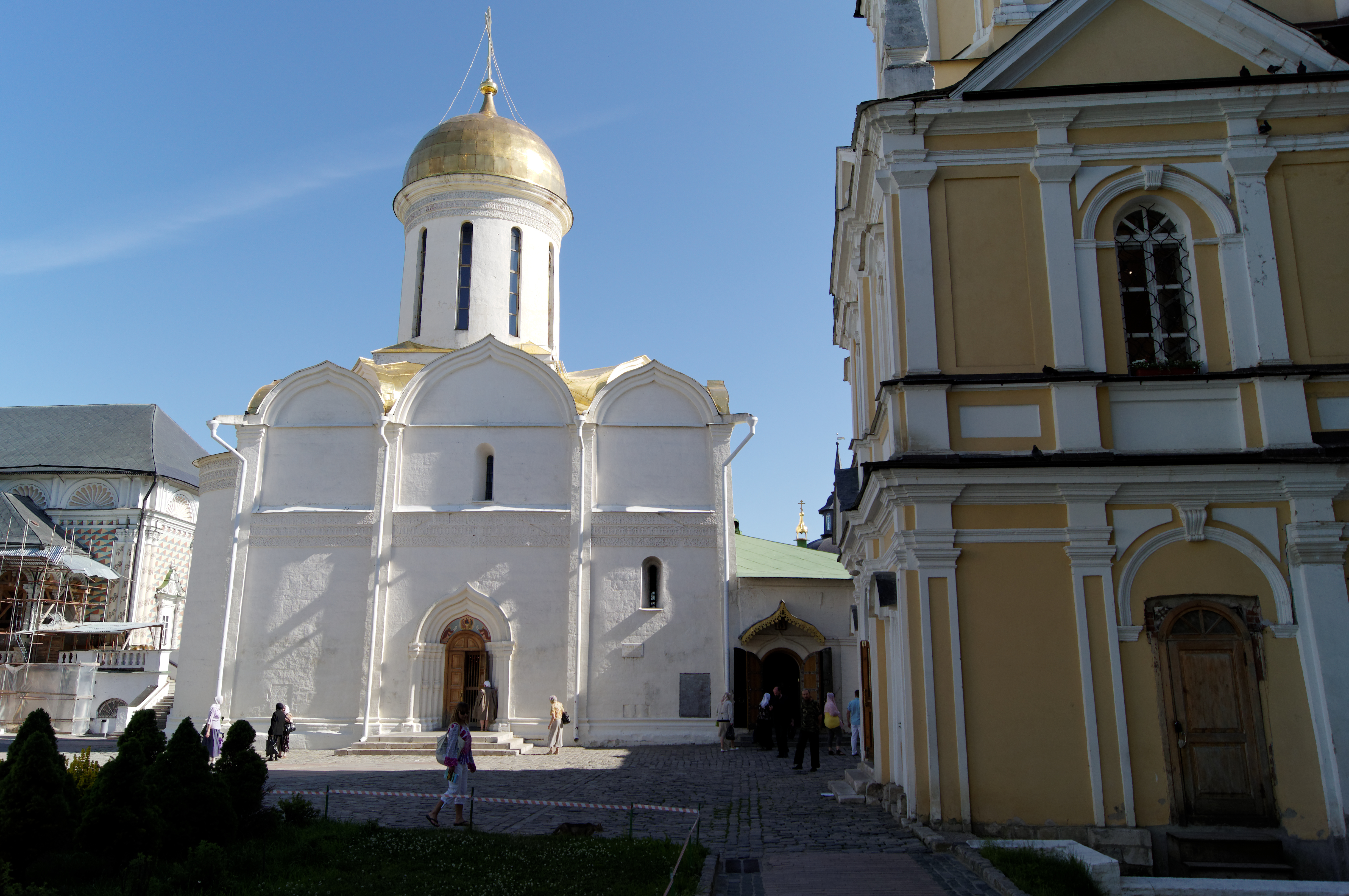
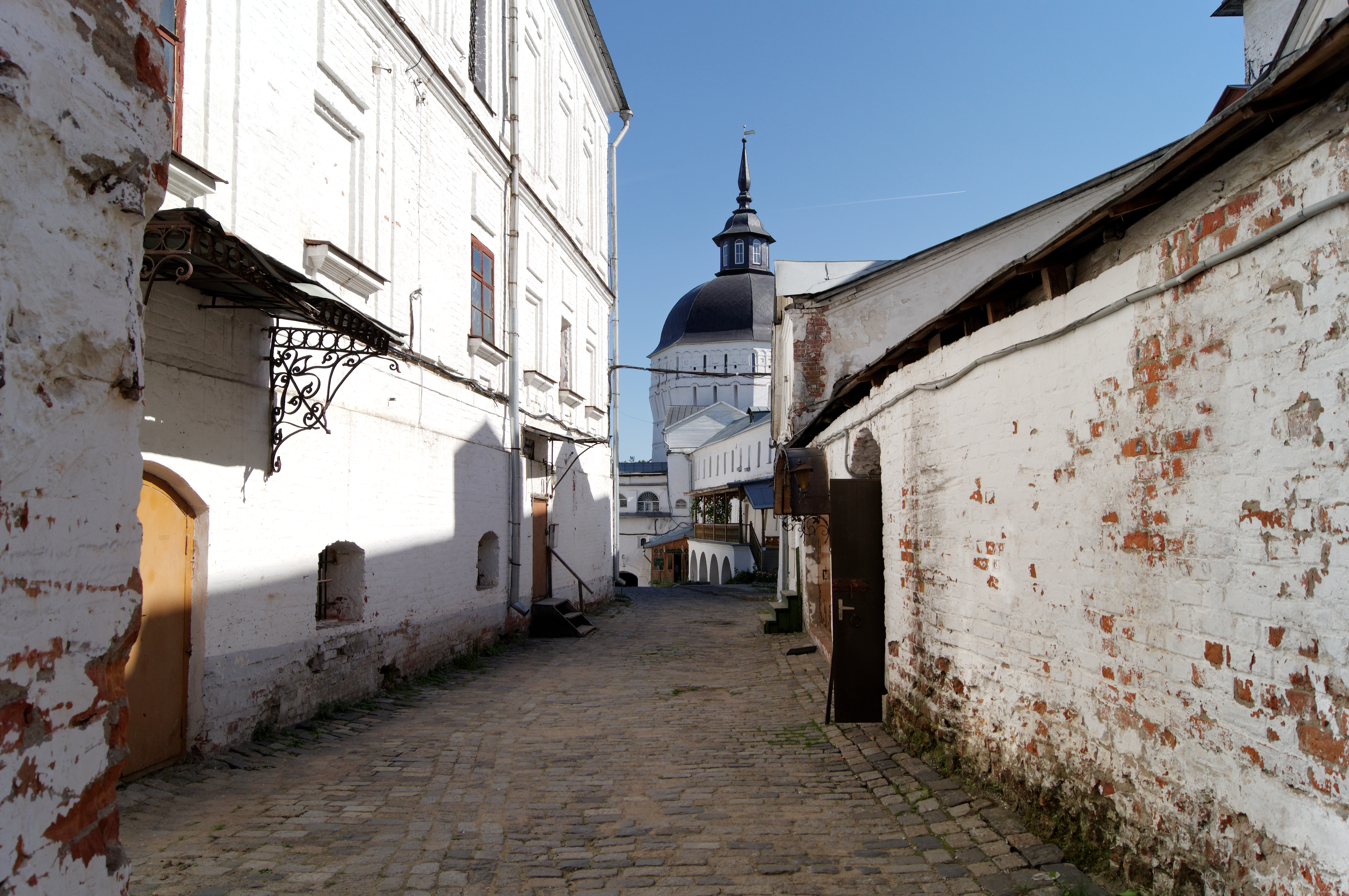